# María del Carmen Dueñas
María del Carmen Dueñas Martínez, es una abogada y política española del Partido Popular. Entre 2015 y 2019 fue diputada por Melilla en el Congreso. Portavoz de Igualdad del Grupo Parlamentario del Partido Popular, fue la Ponente del Pacto de Estado en materia de Violencia de Género, en el siguiente enlace encontramos su intervención en el Pleno del Congreso: Intervención en el Debate del Pleno del Congreso. Desde el año 2004 a 2017 fue Secretaria General del Partido Popular en Melilla.

## Biografía
Nació en Melilla y pasó su infancia y juventud en el céntrico “Barrio obrero”; también ha residido en Granada donde se licenció en Derecho por la Universidad de Granada y en Sevilla donde realizó un máster en Asesoría Jurídica por el Centro de Andaluz de Estudios Empresariales de Sevilla. También se ha formado en la UNED como es experta Universitaria en igualdad de oportunidades, agente de igualdad, violencia de género y maltrato familiar además de ser especialista en Derecho de Familia y Derecho laboral.
Desde 1989 es colegiada en el Colegio de Abogados de Melilla y en 1993 se colegia como abogada en el Colegio de Abogados de Sevilla. En el año 1997 ingresa como asesora en el Gabinete Jurídico de Comisiones Obreras de Melilla y en el 2002 ingresa mediante oposición, como Asesora Jurídica del Centro de Información y Asesoramiento de la Mujer en la Ciudad Autónoma de Melilla.

### Trayectoria política

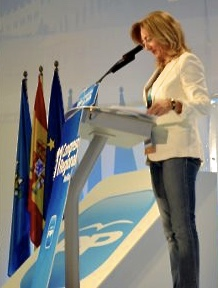
María del Carmen Dueñas interviene en el Congreso Regional del Partido Popular de Melilla

Se afilió al Partido Popular de Melilla a principios del año 2000, siendo nombrada Secretaria Regional y número 2 del Partido Popular de Melilla, tras el IX Congreso Regional de este partido.
Fue diputada local en la Asamblea de Melilla (2007-2008), Consejera de Contratación y Patrimonio (2007-2008), también fue senadora electa (2008-2015) y Presidenta de la Comisión de Igualdad. (2012-2015).
En la IX Legislatura obtuvo el escaño de Senadora por la circunscripción electoral de la Ciudad Autónoma de Melilla y se convirtió en la primera mujer senadora electa de Melilla. En dicha Legislatura fue la Portavoz de la Comisión de Igualdad en el Senado por el Grupo Popular.
Tras las elecciones a Cortes Generales de 2011, obtiene el escaño de Senadora por la circunscripción electoral de Melilla, y tras constituirse la X Legislatura es designada Presidenta de la Comisión de Igualdad del Senado, vocal en la Comisión de Justicia y vocal en la Comisión de Incompatibilidades.
En las elecciones a Cortes Generales de 2015, obtiene el escaño de Diputada por la circunscripción electoral de la Ciudad Autónoma de Melilla en la XI Legislatura, convirtiéndose en la primera mujer diputada electa por la Ciudad Autónoma de Melilla.
En las elecciones a Cortes Generales de 2016, obtuvo el escaño de diputada por la circunscripción electoral de la Ciudad Autónoma de Melilla en la XII Legislatura, situándose entre los candidatos más votados de esos comicios con el 49,90% de los votos, de las 138 mujeres del Congreso que en las elecciones generales obtuvieron escaño, la melillense María del Carmen Dueñas es la que mayor respaldo del electorado ha conseguido al obtener su escaño con el 49,90% de los votos emitidos el 26J en su circunscripción.

### Portavoz de igualdad
Dueñas ha sido portavoz de la comisión de igualdad del Grupo Popular en el Senado de 2008 a 2011 y Presidenta de la comisión de igualdad del Senado de 2012 a 2015. En la XII legislatura es portavoz de la Comisión de Igualdad por el Grupo Popular en el Congreso de Diputados y ha sido vocal de la Subcomisión del Pacto de Estado en materia de Violencia de Género (2017). Previamente fue vocal de la Comisión de Derechos de la Infancia y Adolescencia.
Intervenciones en el Congreso de los Diputados Intervenciones de María del Carmen Dueñas en el Congreso de los Diputados

## Vida personal
Está casada y tiene dos hijos.